# 1893 w polityce

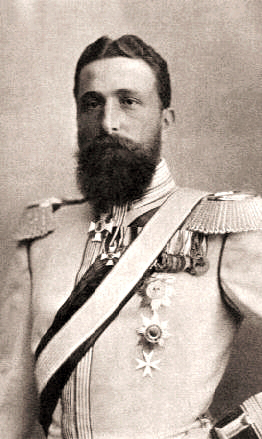
Aleksander I Battenberg

Wydarzenia polityczne w 1893 roku.

## Zmarli
- 15 stycznia Horace Smith, amerykański rusznikarz, współzałożyciel firmy Smith & Wesson[1].
- 21 czerwca Leland Stanford, amerykański polityka, założyciel Uniwersytetu Stanforda[2].
- 17 listopada Aleksander I Battenberg, król Bułgarii[3].